# Eva Persson (jurist)
Eva  Birgitta Persson, född den 11 mars 1953, är en svensk jurist.
Eva Persson har arbetat som bank-, affärs- och bolagsjurist. Hon var chef för Volvos stabsenhet juridik 1993–1997, och blev 1997 den första kvinnan i Volvos koncernledning, då hon efterträdde Fred Bodin som chefsjurist. Samtidigt blev hon sekreterare i Volvos styrelse. Eva Persson gick i pension år 2012. Hon tillhörde Norsk Hydros styrelse 2009–2016.